# Mourning Dawn
Mourning Dawn ist eine 2002 gegründete Dark-Metal-Band.

## Geschichte
Laurent „Pokemonslaugther“ Chaulet begann Mourning Dawn im Jahr 2002 als Soloprojekt. Chaulet lebte zu dieser Zeit noch bei seinen Eltern in der südlichen französischen Provinz und war bestrebt „dunkles Zeug zu kreieren“, welches er eigenen Angaben nach nicht in der damals von ihm gehörten Musik wiederfand. Da Chaulet in einer Kleinstadt ohne Metal-Szene lebte, musizierte und produzierte er die Musik ohne Unterstützung anderer Musiker, Firmen oder Produzenten. In dieser Zeit erhielt er den Beinamen „Pokemonslaugther“, nachdem er, der von seinem Bruder in dessen Zimmer gespielten Pokémon-Musik, Sepultura und Napalm Death aus seinem Zimmer in hoher Lautstärke entgegensetzte.
Nach zwei Demos, einem selbstbetitelten im Jahr 2002 und Straight to the Past im Jahr 2003, konnte Chaulet dem Projekt einen ersten Vertrag sichern. Noch 2003 erschien die EP The Freezing Hand of Reason beim französischen Death-Doom-Label Ostra Records. Zwischen 2003 und 2007, etwa im Jahr 2005, zog Chaulet zum Studium nach Frankreich; dort sammelte er eine erste Bandbesetzung um sich. Die Gruppe probte gemeinsam und absolvierte erste Auftritte in Paris. Trotz des Bandgefüges blieb Chaulet die bestimmende Person der Gruppe. Eigenen Angaben zufolge komponiert er die Musik und arbeitet diese dann gemeinsam mit den anderen Musikern im Proberaum aus. Dabei besteht Chaulet auf das letzte Wort. Entsprechend gilt Chaulet als einzig konstantes Mitglied der Gruppe.
Nachdem die Gruppe mit The Freezing Hand of Reason Szenebekanntheit im Untergrund erlangt hatte, wurde im April 2007 das erste selbstbetitelte Album über das israelische Doom-Metal-Label Totalrust Music veröffentlicht. Mourning Dawn wurde international positiv aufgenommen. Im Jahr 2009 wurde das Album von den deutschen Labeln Obscure Abhorrence Productions und Art Of Propaganda als LP erneut veröffentlicht. In der Zwischenzeit hatte Mourning Dawn ihr zweites Studioalbum For the Fallen… eingespielt. Dies wurde erneut über Totalrust Music als CD veröffentlicht. Die Produktion als LP übernahm diesmal das britische Label Aesthetic Death Records. Das den Ersten Weltkrieg thematisierende Konzeptalbum For the Fallen… wurde eher mittelmäßig beurteilt, mitunter als langweilend deklariert. Das dritte Album Les Sacrifiés erschien erst 2014. Chaulet machte einen Konflikt über Tantieme und nicht eingelöste Versprechungen des Labels Totalrust Music für die lange Wartezeit verantwortlich. Das Album sei weitaus früher fertiggestellt worden, die Veröffentlichung wurde jedoch aufgrund der Vertragsstreitigkeiten von Mourning Dawn zurückgehalten. Das Doppelalbum Les Sacrifiés erschien erneut als CD über Totalrust Music, als LP diesmal über das chinesische Label Pest Productions. Das Album wurde international hoch gelobt, die Website Metalstorm.net kürte es gar zum Best Extreme Doom Metal Album 2014.
Mit Waste schrieb Chaulet eine Konzept-EP die aus zwei Liedern besteht, die einander überlagernd ein drittes Lied ergeben. Jedes der drei Lieder sollte für sich genommen interessant und vollständig klingen. Die EP erschien über Aesthetic Death Records und wurde häufig positiv besprochen. Im Anschluss an die Veröffentlichung bestritt die Band  Tourtätigkeit in Asien und Europa. Im Rahmen der Tournee wurde Mourning Dawn aus China ausgewiesen und eine Wiedereinreise offiziell untersagt. Die Band reagierte unter anderem mit einer Danksagung in den Linernotes des 2021 veröffentlichten Album Dead End Euphoria dafür, „die erste aus China verbannte Doom-Band“ zu sein.
Das über Aesthetic Death Records erschienene Album Dead End Euphoria erhielt international positive Resonanz. Verschiedene Rezensenten betonten es sei als Hörerlebnis intensiv, extrem und unerbittlich.

## Stil
Die Musik von Mourning Dawn wird häufig mit jener von Depressive-Black-Metal-Interpreten wie Shining, Silencer und Forgotten Tomb sowie mit den für den Dark Metal bedeutenden Bethlehem und Deinonychus verglichen. In vielen Rezensionen wird die Musik als Depressive Black Metal, Dark Metal oder Black Doom, trotz der fehlenden satanischen Inhalte, bezeichnet. Chaulet grenzt Mourning Dawn hingegen vom Depressive Black Metal ab. Er betont, kein Verhältnis zu den Vertretern des Genres zu besitzen, dennoch gab er an, Musik mit dem Ziel eines möglichst düster-deprimierenden Klangs zu schreiben. Die Musik gilt als „Mischung aus Dark, Doom und Black Metal“ mit depressiver und kranker Stimmung.

„Verzweifelte, aber gut verständliche Screams werden nur gelegentlich von beschwörenden Gesängen, hoffnungslosen Schreien oder dem Weinen einer Frau unterbrochen, während die praktisch durchgehend im schleppenden Todesmarschtempo bespielten Gitarren nur vereinzelt düsteren, klar gespielten Passagen oder trostlosen Leadmelodien weichen. Dementsprechend entschleunigt ist bei MOURNING DAWN das Drumming. Die Minuten, in denen mal die Double-Bass zum Einsatz kommt, kann man sich trotz Extreme-Metal-Bezug an einer Hand abzählen.“

## Diskografie
- 2002: Mourning Dawn (Demo, Selbstverlag)
- 2003: Straight to the Past (Demo, Selbstverlag)
- 2003: The Freezing Hand of Reason (EP, Ostra Records)
- 2007: Mourning Dawn (Album, Totalrust Music, Obscure Abhorrence Productions, Art Of Propaganda)
- 2009: For the Fallen… (Album, Totalrust Music, Aesthetic Death Records)
- 2014: Les Sacrifiés (Album, Totalrust Music, Pest Productions)
- 2017: Waste (EP, Aesthetic Death Records)
- 2021: Dead End Euphoria (Album, Aesthetic Death Records)
- 2024: The Foam of Despair (Album, Aesthetic Death Records)